# Erick M. Carreira

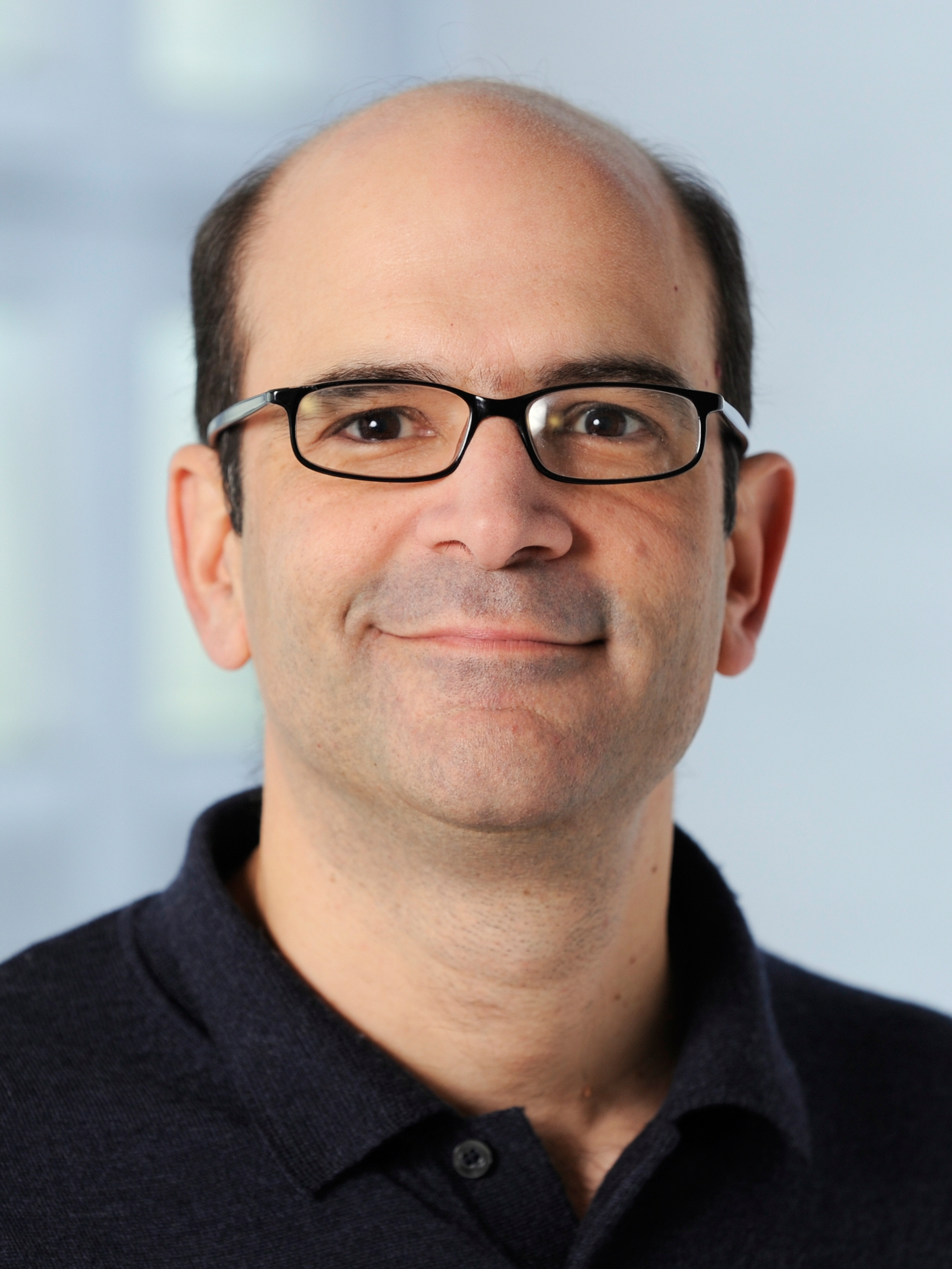
Erick M. Carreira (2010)

Erick Moran Carreira (* 30. Mai 1963 in Havanna, Kuba) ist ein US-amerikanischer Chemiker an der ETH Zürich.

## Leben
Carreira erwarb 1984 einen Bachelor an der University of Illinois at Urbana-Champaign unter Scott E. Denmark und 1990 einen Ph.D. an der Harvard University unter David A. Evans. Als Postdoktorand arbeitete er bei Peter Dervan am California Institute of Technology, wo er Ende 1992 Dozent wurde, 1996 zum Associate Professor aufstieg, 1997 zum ordentlichen Professor. Seit September 1998 hat er eine Professur für Organische Chemie an der ETH Zürich inne.

## Wirken

Epothilon B

Carreira befasst sich mit stereoselektiver Synthese biologisch aktiver, stereochemisch komplexer Naturstoffe. Die Zielmoleküle weisen dabei besondere Herausforderungen bezüglich des Herbeiführens asymmetrischer Bindungen auf. Für die notwendigen komplexen und vielschrittigen Synthesen werden neue Reaktionen und katalytische und stöchiometrische Reagenzien designt, die sich Methoden der metallorganischen Chemie, der Koordinationschemie und der Molekülerkennung (molecular recognition) bedienen. Beispielhaft gelang Carreira die Totalsynthese des Epothilon B.

## Schriften (Auswahl)
- Mit Lisbet Kvaerno: Classics in stereoselective synthesis. Wiley 2009, ISBN 978-3-527-32452-1
- Herausgeber mit Hisashi Yamamoto: Comprehensive Chirality. 9 Bände, Elsevier 2012

## Auszeichnungen (Auswahl)
- 1996 Sloan Research Fellow
- 1997 American Chemical Society Award in Pure Chemistry[2]
- 2002 Thieme–IUPAC Prize[3]
- 2013 American Chemical Society Award for Creative Work in Synthetic Organic Chemistry[4]
- 2017 Mitglied der American Academy of Arts and Sciences[5]
- 2020 Mitglied der National Academy of Sciences
- 2021 Ryōji-Noyori-Preis
- 2022 Aufnahme als Mitglied der Sektion Chemie in die Nationale Akademie der Wissenschaften Leopoldina